# Konrad Zuse
Konrad Zuse [cúze] (22. června 1910, Berlín – 18. prosince 1995, Hünfeld) byl německý inženýr a počítačový průkopník. Jeho největším úspěchem byl počítač Z3, světově první funkční turingovsky úplný počítač řízený programem, který byl uveden do provozu v květnu roku 1941. Za něj byl v roce 1964 vyznamenán cenou Werner-von-Siemens-Ring. Jeho raná díla byla financována hlavně rodinou a obchodem, ale po roce 1939 dostal prostředky od vlády nacistického Německa.
Zuseho výpočetní stroj S2 je považován za první procesy řízený počítač. V roce 1946 navrhl první vyšší programovací jazyk Plankalkül. Dne 1. dubna 1941 založil Zuse jednu z prvních počítačových firem, která postavila počítač Z4, též známý jako světově první „komerční“ počítač.
Zuseho práce ve Velké Británii a Spojených státech během druhé světové války přešla z větší části nepovšimnuta. Jeho první zdokumentovaný vliv na společnosti Spojených států je asi až přání společnosti IBM na jeho patenty v roce 1946. Na sklonku šedesátých let dvacátého století Zuse navrhl koncept „počítajícího vesmíru“ (rechnender Raum) neboli vesmíru jakožto obrovského počítače.
V německém muzeu v Mnichově jsou vystaveny repliky počítačů Z3 a Z4. V německém technickém muzeu v Berlíně se nachází výstava věnovaná Zusemu, obsahující dvanáct z jeho strojů včetně Z1 (též označovaného jako mechanický mozek), několik originálních dokumentů, obsahujících specifikace jazyka Plankalkül a několik Zuseho maleb.

## Předválečná práce a počítač Z1
Zuse se narodil v Berlíně v Německu v roce 1910. V roce 1912 se s rodinou přestěhoval do Braunsbergu ve východním Prusku, kde jeho otec pracoval jako úředník na poště. Zuse nastoupil do Jezuitského kolegia (Collegium Hosianum) v Braunsbergu. V roce 1923 se rodina přestěhovala do Hoyerswerda, kde Zuse v roce 1928 složil maturitu, která ho opravňovala k nástupu na univerzitu.
Zapsal se ke studiu na Technickou univerzitu v Berlíně a prozkoumal obory inženýrství a architektury, ale oba se mu zdály nudné. Začal se tedy zajímat o stavební inženýrství a v roce 1935 v tomto oboru promoval. Nějakou dobu pracoval ve firmě Ford Motor Company, kde využíval svých značných uměleckých dovedností při návrhu inzerátů. Poté začal pracovat jako konstruktér v továrně na letadla Henschel v Berlínském Schönefeldu. Tato práce vyžadovala mnoho rutinních ručních výpočtů, které se Zusemu zdály nudné a ubíjející. To ho přivedlo na myšlenku provádění výpočtů pomocí stroje.

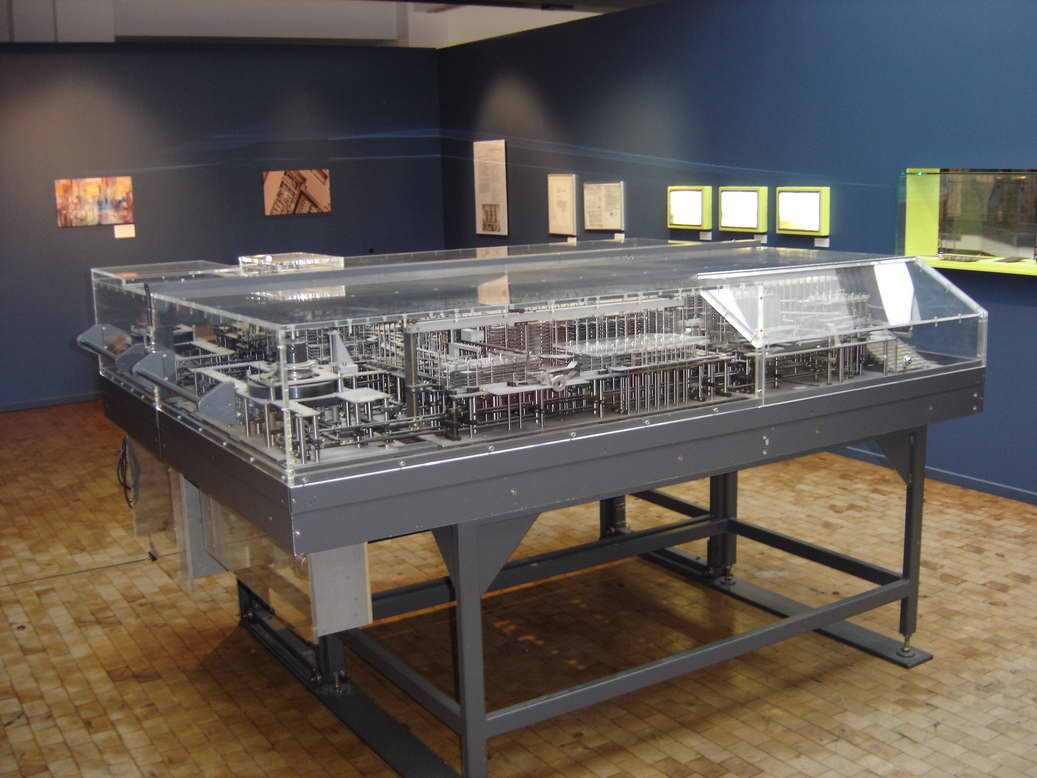
replika počítače Z1 v Deutsches Technikmuseum Berlin

V roce 1936 sestrojil v domě svých rodičů svoji prvotinu, kterou nazval Z1. Jednalo se o binární mechanický kalkulátor s pohyblivou řádovou čárkou a omezenou programovatelností. Instrukce byly načítány z děrované 35 mm fólie. V roce 1937 Zuse předložil dva patenty předvídající von Neumannovu architekturu. Z1 dokončil v roce 1938. Obsahoval 30,000 kovových částí a nepracoval správně kvůli nedostatečné mechanické přesnosti. Během druhé světové války byl zničen společně s původními plány.
V letech 1987 až 1989 Zuse znovu postavil Z1 i přes infarkt, který utrpěl v půli projektu. Tento projekt stál 800,000 německých marek a včetně Zuseho vyžadoval 4 jedince k sestavení. Projekt byl financován firmou Siemens a konsorciem pěti společností.

## Počítače Z2, Z3 a Z4
Zuse dokončil svoji práci nezávisle na ostatních vůdčích počítačových vědcích a matematicích jeho doby. Mezi lety 1936 a 1945 byl v takřka totální intelektuální izolaci. V roce 1939 byl povolán do vojenské služby, kde mu byly dány zdroje k postavení počítače Z2. Zuse postavil Z2, přepracovanou verzi Z1 s využitím telefonních relé. Ve stejném roce založil společnost „Zuse Apparatebau“ (Zuse Apparatus Engineering) pro výrobu jeho strojů.
Vylepšením základního stroje Z2 postavil v roce 1941 počítač Z3. Jednalo se o binární 22bitový kalkulátor s pohyblivou řádovou čárkou, který byl programovatelný, obsahoval smyčky, ale nevyužíval podmíněné skoky. Měl také paměť a výpočetní jednotku založenou na telefonních relé. Telefonní relé, které použil ve svých strojích, byly většinou posbírány z vyřazených zásob. I přes absenci podmíněných skoků byl Z3 turingovsky úplný počítač (při zanedbání faktu, že žádný fyzický počítač nemůže být turingovsky úplný kvůli omezené paměti).
Z3, první plně funkční elektromechanický počítač, byl částečně financován Německou vládou podporovanou DVL („Deutsche Versuchsanstalt für Luftfahrt“, neboli Německou institucí pro aviatiku), která chtěla své rozsáhlé výpočty provádět strojově. Požadavek vznesený Helmutem Schreyerem – který pomáhal Zusemu postavit prototyp počítače Z3 v roce 1938 – o vládní financování elektronického nástupce počítače Z3 byl zamítnut jako „strategicky nedůležitý“.

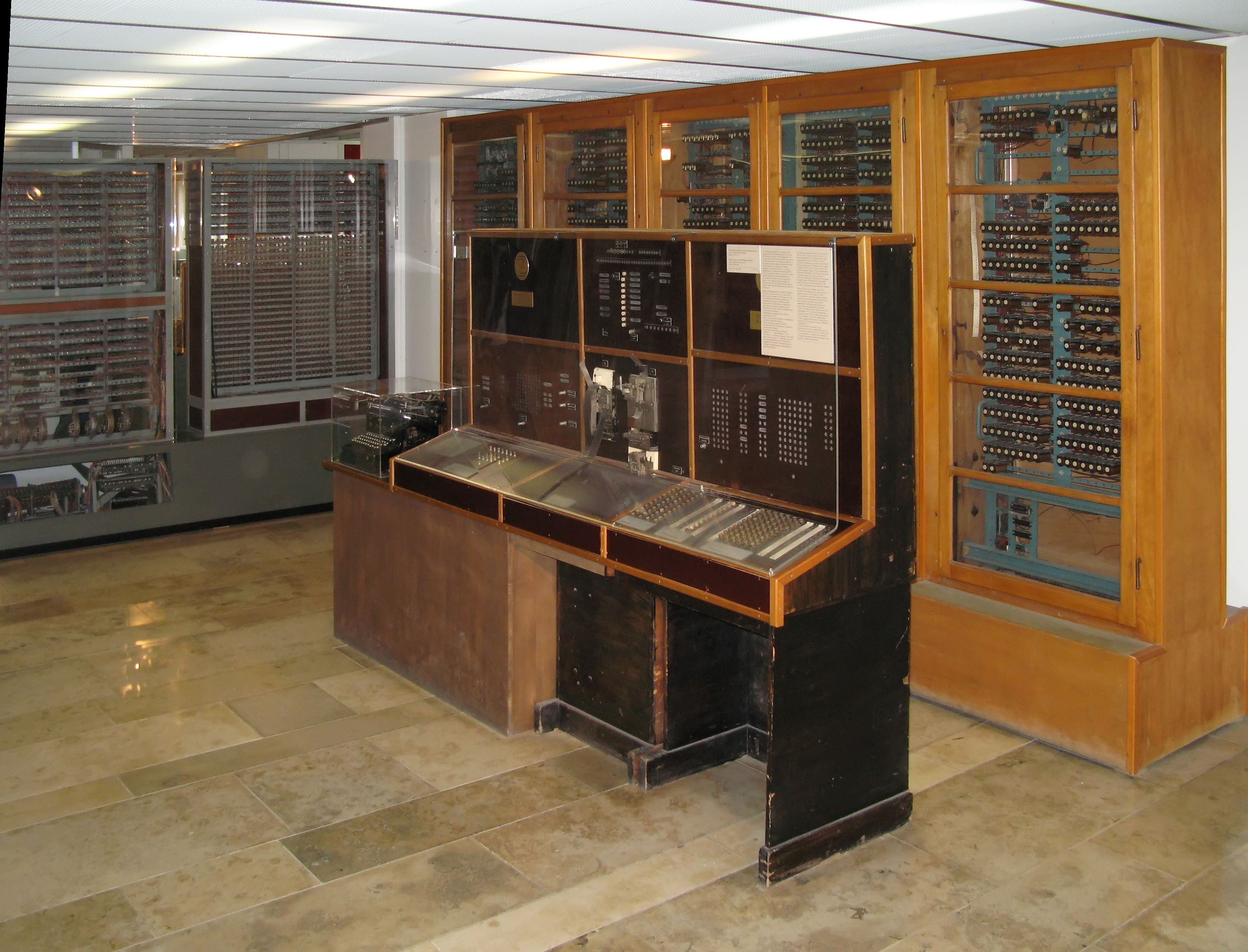
počítač Z4 v mnichovském muzeu

V roce 1937 navrhl Schreyer Zusemu použití elektronek jako přepínacích elementů. Zuse to v té době považoval za bláznivý nápad („Schnapsidee“, jak sám řekl). Zuseho společnost (okolo Z1, Z2 a Z3) byla zničena spojeneckými nálety v roce 1945. Částečně dokončený Z4, založený na bázi relé, který Zuse konstruoval od roku 1942, byl včas přesunut na bezpečnější místo. Práce na Z4 nemohla pokračovat v extrémním strádání poválečného Německa a byla obnovena až v roce 1949. Tu předvedl matematikovi Eduardu Stiefelovi ze Švýcarského národního institutu pro technologie v Zurichu (Eidgenössische Technische Hochschule (ETH) Zürich), který si v roce 1950 jeden Z4 objednal. Dne 8. listopadu 1949 založil Zuse společnost Zuse KG. Do ETH v Zurichu byl objednaný Z4 dodán 12. července 1950 a ukázal se jako velice spolehlivý.

## Počítače S1 a S2
V roce 1940 financovalo Německo Zuseho skrze „Aerodynamische Versuchsanstalt“ (AVA, Aerodynamický výzkumný institut), který využil jeho práci k produkci řízených pum (např. Fritz X). Zuse postavil výpočetní stroje S1 a S2, které měly za úkol počítat aerodynamické korekce křídel radiově řízených létajících pum. S2 obsahoval integrovaný analogově digitální převodník ovládaný programem a tím z něj udělal první procesy řízený počítač.
Tyto stroje dopomohly k Henschel Hs 293 a Henschel Hs 294, které byly vyvinuty německou armádou mezi lety 1941 a 1945, a které byly předchůdci dnešních naváděných střel. Návrh obvodu z S1 byl předchůdcem Zuseho Z11. Zuse věřil, že tyto stroje byly zabaveny Sovětskou armádou v roce 1945.

## Plankalkül
Během práce na počítači Z4 Zuse zjistil, že programování ve strojovém kódu je příliš komplikované a proto navrhl první vyšší programovací jazyk, Plankalkül („Plan Calculus“), mezi lety 1945 a 1946. Ten byl prvně publikován v roce 1948, i když jako kompletní až v roce 1972. Jednalo se ale pouze o teoretický přínos, neboť jazyk nebyl za Zuseho života implementován a ani přímo neovlivnil následné rané jazyky. Pro Plankalkül neexistoval překladač ani interpret až do roku 2000, kdy byl implementován týmem ze Svobodné berlínské univerzity.

## Ocenění

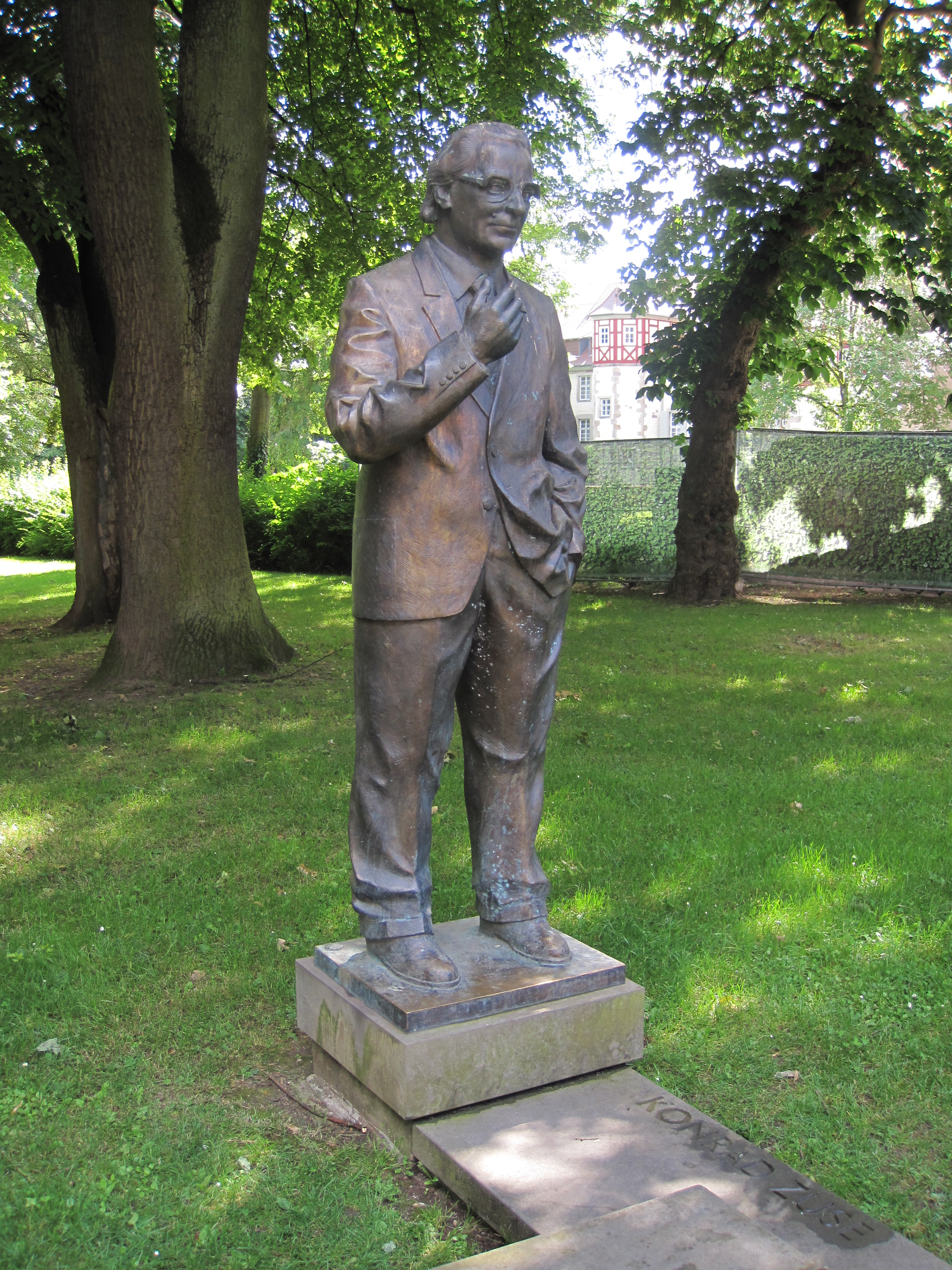
pomník Konrada Zuseho v Bad Hersfeldu

V roce 1969 byl oceněn Medailí Rudolfa Diesela.